# Sprechgesang
Sprechgesang i sprechstimme (mots alemanys per a cançó-parlada i veu-parlant) són termes musicals que s'empren per designar una tècnica vocal expressionista a mig camí entre el cant i la parla. Tot i que de vegades s'han emprat indistintament, sprechgesang és un terme més directament relacionat amb el l'estil de cant del recitatiu operístic (en el qual s'emeten diferents notes, tot i que amb una articulació ràpida, més pròxima a la parla), mentre que sprechstimme és un terme més pròxim a la mateixa parla (sense cap èmfasi en les notes musicals).

## Sprechgesang
El terme sprechgesang està més directament relacionat amb el les tècniques tradicionals del recitatiu o del parlando que el sprechstimme. Es va usar així en el context de l'òpera alemanya del darrer romanticisme, a les acaballes del segle xix i les primeries del segle xx. Per tant, l'sprechgesang seria sovint una simple alternativa alemanya al recitatiu.
Arnold Schönberg no va emprar el terme sprechgesang, tot que habitualment ha estat usat per altres per designar el seu sprechstimme. Això ha provocat que els dos termes s'hagen confós fins a resultar sinònims en aquest context.
A l'Alemanya actual, des dels anys 1990, el terme Sprechgesang ha trobat un nou i popular significat per designar la música Rap feta en alemany.

## Sprechstimme
El primer compositor conegut que va utilitzar aquesta tècnica fou Engelbert Humperdinck, al seu melodrama de 1897 titulat Königskinder, però el seu ús s'associa habitualment als compositors de la Segona Escola de Viena. Arnold Schönberg la fa servir en diverses peces: la part del narrador en Gurre-Lieder (1911) està escrita en la seua notació per a Sprechstimme, però va ser Pierrot Lunaire (1912) on la va usar àmpliament, deixant una nota en la qual intentava explicar-la. Alban Berg va adoptar la nova tècnica i la va fer servir en certs episodis de les seus òperes Wozzeck i Lulu.

### Història
Al prefaci de Pierrot Lunaire (1912), Schönberg indica com ha de ser executat el seu Sprechstimme. Explica que els ritmes indicats han de ser respectats, però que mentre que en el cant ordinari el so manté immutable l'altura de la nota, ací el cantant «l'abandona immediatament, descendint o ascendint. No s'hi desitja una parla realista o natural. Ben al contrari, s'ha de fer palesa la diferència entre la parla comuna i la parla que col·labora en l'obra musical. No obstant això, tampoc no es tracta de cantar». Per a les primeres interpretacions de Pierrot Lunaire, Schönberg va poder treballar directament amb els vocalistes i va obtenir exactament el resultat que desitjava, però les interpretacions posteriors van ser problemàtiques. Tot i que Schönberg posteriorment va escriure moltes cartes intentant aclarir les instruccions, no va ser capaç de deixar una explicació definitiva i, per tant, hi ha molta controvèrsia sobre les seues vertaderes intencions. Pierre Boulez escriuria al respecte: «la qüestió que es plantejava és si realment és possible parlar a partir d'una notació dissenyada per a cantar. Aquest era el vertader problema que va raure a les arrels de totes les controvèrsies. De fet, les mateixes indicacions de Schönberg al respecte no són clares». Posteriorment Schönberg va utilitzar una notació sense la tradicional clau en l'Oda a Napoleó Bonaparte (1942), A Survivor from Warsaw (1947) i per a la seua òpera inacabada Moses und Aron, en la qual va eliminar tota referència a l'altura del so, però conservant l'articulació.

### Notació
En la notació musical de Schönberg, l'sprechstimme s'indica habitualment amb petites creus sobre els pals de les notes, o amb el mateix cap de la nota amb la forma d'una creu petita.
La darrera notació que emprà Schönberg (usada per primera vegada en l'Oda a Napoleó Bonaparte, 1942) va reemplaçar el pentagrama per una línia sense clau, de manera que es feia palès que no es representava cap nota particular. Els pals de les notes no portaven la x, i les altures relatives s'especificaven situant les notes damunt o davall de la línia (de vegades en línies addicionals).
Berg va anotar diversos graus d'Sprechstimme, per exemple en Wozzeck, amb una línia per a la parla rítmica, i amb un pentagrama amb x als pals de les notes, o bé una barra obliqua per al sprechsimme més pròxim al cant.
El costum modern és indicar l'Sprechstimme amb una "x" en el lloc del cap de la nota.
Kurt Weill va emprar l'Sprechstimme per acomodar la peculiar, tot i que no lírica, veu de Lotte Lenya al paper de Jenny en Die Dreigroschenoper. La part de Macheath també empra aquesta tècnica.